# HD 240210 b
HD 240210 b és un planeta extrasolar que orbita l'estrella HD 240210, localitzat aproximadament a 466 anys llum, a la constel·lació de Cassiopea. Aquest planeta té almenys 6,9 vegades la massa de Júpiter i triga 1,37 anys a completar el seu període orbital, amb un semieix major d'1,33 ua. Va ser descobert el 10 de juny de 2009 per Niedzielski et al. usant el telescopi Hobby-Eberly. L'astrònom Wladimir Lyra (2009) ha proposat Eulimene com el nom comú possible per a HD 240210 b.